# トリッピング・オン・ユア・ラヴ
「トリッピング・オン・ユア・ラヴ」(Tripping on Your Love)は、バナナラマの楽曲。

## 概要
5枚目のスタジオ・アルバム『ポップ・ライフ』から4枚目のシングルとして発売された。
ジャッキー・オサリヴァンが参加した最後のシングルである。
シングル化にあたっては複数のリミックスが制作されており、ジョージ・マイケルがリミックスしたGeorge Michael Metropolis Mixも制作された。
ミュージック・ビデオの監督は写真家のエリック・ワトソンが務めた。

## 収録曲
日本盤 3" シングル
1. トリッピング・オン・ユア・ラヴ
2. オンリー・ユア・ラヴ (ハードコア・インストゥルメンタル)